# Stanislav Letovsky
Stanislav Letovsky (* 20. April 1890 in Omaha, Nebraska, USA als Stanley Jan Letovsky; † 7. September 1965 in Berlin) war ein US-amerikanischer Komponist und Pianist böhmischer Herkunft.
Letovsky erhielt den ersten Unterricht bei seinem Vater, dem Cellisten und Komponisten Stanislav Barta Letovsky. Später studierte er bei Richard Burmester. Bereits im Alter von 18 Jahren wurde er zweiter Kapellmeister in Kiel. Er unternahm Konzertreisen als Pianist und hatte Stellungen in Posen und Schwerin. In Wien erhielt er ein Stipendium. 1930 kehrte Letovsky aus Gesundheitsgründen in seine Heimat Omaha zurück und war als Lehrer und Dirigent tätig, zwischendurch auch in Kansas City und Denver. Nach dem Tod seiner Frau unternahm er 1965 eine letzte Europa-Reise. Er verstarb während eines Berlin-Besuches. Seine Einäscherung und die Urnenüberführung nach Omaha geschah unter der Aufsicht der Amerikanischen Mission in Berlin.
Von seinen Werken sind die dreiaktige Oper Frau Anne sowie verschiedene Kompositionen für Violine, Klavier und Gesang zu erwähnen.

## Werke (Auswahl)
- Sonate für Klavier op. 1
- Variationen für Klavier op. 2
- Fünf Klavierstücke op. 3
- Vier Balladen für Klavier op. 4
- Fünf Fantasiestücke op. 5
- Fünf Lieder op. 14
- Durch meine Träume für Violine und Klavier op. 16a
- Frau Anne, Oper in 3 Akten
- Ballade für Orchester